# Пени маркет
Пени маркет е верига дискаунтъри, която оперираше на българския пазар. В Германия работят около 2000 филиала на PENNY Маркет, които за 2008 г. реализират над 6,3 млрд. евро оборот. В петте държави извън родината си Германия – Австрия, Италия, Чехия, Унгария и Румъния – оборотът на PENNY Маркет за 2008 г. възлиза на 3.2 млрд. евро. Предлагат основно хранителни стоки. Собственост са на „Реве Груп“, основана в Кьолн през 1926 г. като търговско сдружение от 17 фирми. Освен дискаунтърите „Пени“ „Реве Груп“ притежава и супермаркети „Билла“.

## Пени маркет в България
Първите магазини от веригата Пени маркет в България са открити през 2009 г. До декември 2009 г. са открити общо 26 супермаркета от веригата, включително последният е в Плевен. Към март 2011 г. броят на магазините е 47.
През септември – октомври 2015 г. веригата прекратява работата си за България и закрива всички свои съществуващи магазини, с изключение на тези в София, Варна, Пазарджик, Поморие и Русе, които преминават към „Билла“. Като причина се посочва лошо финансово състояние на веригата. От 1 ноември 2015 г. в България няма работещи филиали на Penny Market, оставяйки конкурентната верига LiDL като единствената верига дискаунтъри.

## Градове в България, имали магазини на Penny Market до закриването им през 2015 г.
- Асеновград
- Балчик
- Берковица
- Ботевград
- Бяла Слатина
- Варна (2 магазина)
- Велико Търново
- Враца
- Гоце Делчев
- Добрич
- Дупница
- Казанлък
- Карнобат
- Козлодуй
- Кнежа
- Ловеч
- Монтана
- Несебър
- Нова Загора
- Нови Пазар
- Омуртаг
- Павликени
- Пазарджик
- Перник
- Плевен
- Пловдив
- Поморие
- Попово
- Раднево
- Радомир
- Разград
- Разлог
- Русе (3 магазина)
- Сандански
- Свиленград
- Свищов
- Сливен
- София (3 магазина)
- Шумен (2 магазина)
- Хасково
- Чирпан
- Ямбол